# Эмек-ха-Мааянот
Эмек-ха-Мааянот(ивр. עמק המעיינות‎ — «долина родников») — региональный совет в Северном административном округе Израиля, недалеко от города Бейт-Шеан. До 2008 года региональный совет имел название «Региональный совет Бейт-Шеан».
В региональный совет входят 24 населённых пунктов: 16 кибуцев, 5 мошавов и 3 общинных поселения.
Офисы регионального совета расположены на дороге 7079 к востоку от Бейт-Шеана.

## География
Региональный совет Эмек-ха-Мааянот находится в долине Бейт-Шеан, которая расположена в относительно низинной и плоской местности, за исключением склонов гор Гильбоа. В этой области летом устанавливается очень жаркая погода, зимой — погода относительно теплая. В районе существует множество источников воды, но только менее половины из них содержат пресную воду, остальные содержат соленую воду, которую нельзя употреблять в пищу. Несмотря на это, источники воды в этом районе обеспечивают воду для питья и ирригации.

## Границы совета
Региональный совет Эмек-ха-Мааянот ограничен следующими административными единицами:
- С севера: региональный совет Эмек-ха-Ярден
- С востока: река Иордан и граница с Иорданией
- С юга: мошав Мехола и региональный совет Арвот-ха-Ярден
- С запада: хребет Гильбоа и Региональный совет Гильбоа

## Население
По статистическим данным Центрального статистического бюро Израиля население регионального совета на 2024 год составляет 15 252 человек.